# Д-8
Ислямска осморка или Д-8 (на английски: Developing Eight, D-8) е организация на бързоразвиващите се в икономическо отношение ислямски държави. Организацията е учредена на 15 юни 1997 година в Истанбул със силата на Истанбулската декларация от срещата на върха на държавните глави. Целите на организацията са подобряване на позициите на държавите членки в световната икономика, обогатяване и създаване на нови икономически и търговски отношения, засилено участие във вземането на решения на международно ниво и подобряване на жизнения стандарт на населението. Организацията за икономическо сътрудничество е форум, който не оказва отрицателно въздействие върху двустранните и многостранни ангажименти на страните-членки, произтичащи от членството им в други международни или регионални организации. Д-р Дипо Алам от Индонезия e ротационен генерален секретар на Д-8 със седалище в Истанбул – Турция.

## Учредяване
Идеята за сътрудничество между големите развиващите се мюсюлмански страни е предложена от д-р Неджметин Ербакан, тогавашния министър-председател на Турция, по време на семинар на тема „Сътрудничество в развитието“, проведена в Истанбул през октомври 1996 година. Обмисля се сътрудничество на група страни от Югоизточна Азия и Африка. На семинара присъстват представители на Бангладеш, Египет, Индонезия, Иран, Малайзия, Нигерия и Пакистан. Тази конференция е първата стъпка към създаването на Д-8 и след поредица от подготвителни срещи организацията е създадена официално и започва дейността си.

## Статистика и цели
- Население: над 1.28 млрд души (63 % от мюсюлманите в света, 16 % от населението на Земята) .
- Обща номинална БВП (2024): около $5.28 трлн
- Цел: повишаване на вътрешната търговия до 10 % от глобалния търговски обем на страните членки и увеличаването ѝ до 30 % до 2035 г. .

- Основни области на сътрудничество: земеделие, енергетика, технологии, здравеопазване, финанси, транспорт, туризъм и SME.

## Принципи
Организацията се базира на следните принципи:
- Мир вместо война.
- Диалог вместо конфронтация.
- Кооперация вместо експлоатация.
- Право вместо двоен стандарт.
- Демокрация вместо угнетение.
- Равенство вместо дискриминация.

Цитати от Петата среща на високо равнище на Д-8 (Бали, 2006 година) илюстрират някои от приложенията на главните принципи:
- „Ние се ангажираме да работим заедно за решаване на проблема с икономическите различия в рамките на нашите страни.“
- „Ние потвърждаваме нашия ангажимент да засилим сътрудничеството си в областта на енергетиката за развитие на алтернативни и възобновяеми източници на енергия.“
- „Ние подчертаваме значението на Д-8 за приноса му в икономическото развитие на страните-членки и гаранцията, че това ще насърчи световната търговия.“

## Структура
- Самит на върха – върховен орган, провежда се на всеки 2–3 години (последен: 11‑ти в Кайро, декември 2024; 12‑ти ще е в Индонезия през 2025) .
- Съвет на министрите – редовни заседания на външните или търговските министри.
- Секретариат – изпълнителен орган, ръководен от Генерален секретар за 4‑годишен мандат

- Комисии и мрежи – D‑8 TTEN (технологичен трансфер), D‑8 HSP (здраве), научни центрове и др.

Основни органи на Д-8:
- Среща на върха
- Съвет
- Комисия

Срещата на върха, която е главен орган на Д-8, се състои от държавните лидери на страните-членки.
Съветът се състои от министрите на външните работи на страните-членки. Той е органът, взимащ политическите решения на Д-8, и играе ролята на форум за задълбочено и всеобхватно разглеждане на проблемите.
Комисията е изпълнителният орган на Д-8. Тя е съставена от висши длъжностни лица, определени от съответните правителства. Всеки комисар отговаря за национална координация в страната си.

## Държави членки
| среща    | дата | държава   | град         |
| -------- | ---- | --------- | ------------ |
| Първа    | 1998 | Турция    | Истанбул     |
| Втора    | 1999 | Бангладеш | Дака         |
| Трета    | 2001 | Египет    | Кайро        |
| Четвърта | 2004 | Иран      | Техеран      |
| Пета     | 2006 | Индонезия | Бали         |
| Шеста    | 2008 | Малайзия  | Куала Лумпур |
| Седма    | 2011 | Пакистан  | Исламабад    |
| Осма     | 2012 | Нигерия   | Абуджа       |

Общият брой на населението на Д-8 е около 900 милиона души, което представлява почти 14 процента от населението на света.
- Бангладеш е най-големият износител на юта, допринасяйки за 80% от износа в света. Чай и ориз, са другите основни земеделски култури. Откриването на природен газ в Бенгалския залив показва големите запаси готови за експлоатация.
- Египет. Основните природни ресурси са нефт и газ са основни природни ресурси. Въпреки че размерът на петролните резерви е относително скромен, доказаните и потенциалните запаси на газ са значителни. Залежите на фосфат са значителни. В селското стопанство Египет произвежда и изнася висококачествени памук, ориз, захарна тръстика, цитрусови плодове и зеленчуци.
- Индонезия е богата, както на земеделски ресурси, така и на петрол и природен газ. Минералните ресурси включват въглища, калай, боксит, мед и никел. Страната е основен производител на палмово масло, кафе, какао, естествен каучук и изделия от дърво.
- Иран има една от най-старите петролни индустрии в региона, с 9 на сто от известните резерви в света. Залежите на природен газ са значителни, втори по големина в света. Иран също има минерални ресурси, включително желязна руда и боксит.
- Малайзия продължава да играе важна роля на световния пазар като доставчик на калай и каучук. Добивът на нефт и природен газ засилва своята значимост. Страната продължава да бъде световен лидер в производството на тропически дървен материал.
- Нигерия има залежи на петрол с високо качество и ниско съдържание на сяра и леки метали. Има и сравнително големи находища на газ, както и голямо разнообразие на минерални ресурси. В селското стопанство какаото е значително перо от износа, след петрола.
- Пакистан. Докато петролните ресурси са относително скромни в Пакистан, страната разполага с широка гама минерали, магнезит, варовик, мрамор, и доломит. Пакистан е основен производител на култури като памук и ориз.
- Турция разполага с разнообразна ресурсна база. Страната има капацитет за производство на широк спектър от култури. В действителност Турция е една от малкото страни в света, самостоятелни в производството на храни. За енергийните си нужди, Турция използва ВЕЦ, благодарение на водните си ресурси. Съществуват значителни подземни богатства като боксит, хром, желязна руда и лигнитни въглища.
- Азербайджан - През декември 2024 г. Азербайджан стана деветият член на D‑8. Присъединяването му разширява географския обхват на организацията към Кавказ и отваря възможности за сътрудничество в енергетиката, транспорта, земеделието и технологиите. Страната заяви ангажимент за активно участие в икономическите и търговски инициативи на D‑8.

## Последни събития и инициативи
- 11-ти самит (Кайро, дек. 2024): тема – Младите и МСП за икономиката на утрешния ден; при прием на Азербайджан, акцент върху Палестина и Ливан .
- 12-ти самит в Индонезия през 2025 г. – домакинството е потвърдено .
- Министерски срещи (Истанбул, юни 2024): подпомагане на бартерната търговия и електронната търговия; Иран подкрепя опростяване на визите вътре в D‑8 .
- Икономически мерки: Пакистан въведе вносна нулева ставка за 261 товара от страни от D‑8 от януари 2025 г.
- Бизнес и младежи: Нигерия домакинства на младежка министерска среща през 2025 г. .

## Бъдещи цели
- Нови членове: Поетичка е за прием на Армения, Йордания и Пакистан – теми под обсъждане .
- Приоритети:
  - Задълбочаване на предпочитана търговия.
  - Създаване на специални икономически зони и общи митнически политики.
  - Развитие на клъстери: фармация, халал стоки, ICT и ВЕИ .
  - Преодоляване дигиталното разделение и инвестиции в човешкия капитал чрез съвместни университети, стартапи, AI и биоизследвания .
- Цели до 2030–35: Увеличаване на вътрешнотърговския обмен до 30 % и постигане на $500 млрд годишно вътрешен D‑8 търговски обем .